# Nekrolog 1. Quartal 1981
Nekrolog
◄◄
| ◄
| 1977
| 1978
| 1979
| 1980
| 1981 | 1982 | 1983 | 1984 | 1985 | ► | ►►
1. Quartal |
2. Quartal |
3. Quartal |
4. Quartal 1981
Weitere Ereignisse | Allgemeiner Nekrolog 1981
Die Beschreibung der verstorbenen Person sollte so kurz wie möglich gehalten sein und nur deren signifikante Tätigkeit(en) enthalten.
Neue Namen ggf. auch unter dem Geburts- und Sterbedatum, also etwa unter 1. Januar und im Geburts- und Sterbejahr (2024) eintragen (nur bei entsprechender großer Wichtigkeit). Für Beispiele siehe die schon vorhandenen Artikel.
Außerdem über die fünf zuletzt Verstorbenen, zu denen es einen ausreichend guten Artikel für eine Präsentation auf der Hauptseite gibt, nach der todesbedingten Überarbeitung der Artikel ggf. auch unter Wikipedia Diskussion:Hauptseite informieren und sie am besten auch in den anderen Wikipedia-Sprachversionen eintragen. Tipp: Regelmäßig bei news.google.de nach „ist tot“, „gestorben“ oder „verstorben“ suchen.
Wenn eine Person gestorben ist, gibt es viele Seiten zu dieser Person in der Wikipedia, die davon auch betroffen sind und entsprechend aktualisiert werden müssen. Beispiele: Namenübersichtsseite, Geburtsjahr, Geburtsort-Seiten und viele mehr.
Wie finde ich die betroffenen Seiten?
Im Suchfeld auf der linken Seite gibt man den Suchbegriff so ein: „Vorname Nachname“. Dann klickt man auf Volltext und alle Seiten mit entsprechendem Suchtext werden aufgerufen. Hier sieht man dann schnell, wo auch das Todesjahr Sinn macht oder sogar ein Teil des Artikels angepasst werden muss. Auch hilft das „Werkzeug“ auf der linken Seite sehr gut, um solche Seiten aufzufinden: „Links auf diese Seite“. Somit ist die Wikipedia wieder aktuell in allen Bereichen! Hinweis: bei Eintragung der Kategorie „Gestorben JAHR“ wird der Missbrauchsfilter 49 ausgelöst, was jedoch nicht schlimm ist. Siehe: Spezial:Missbrauchsfilter/49
Dies ist eine Liste von im ersten Quartal 1981 verstorbenen bekannten Persönlichkeiten. Die Einträge erfolgen innerhalb der einzelnen Daten alphabetisch sortiert. Tiere sind im Nekrolog für Tiere zu finden.

## Januar
| Tag        | Name                                      | Beruf, bekannt als                                                                                         | Alter | Beleg |
| ---------- | ----------------------------------------- | --- | ----- | ----- |
| 1. Januar  | Beulah Bondi                              | US-amerikanische Schauspielerin                                                                            | 92    |       |
| 1. Januar  | Josep Ensesa i Gubert                     | katalanischer Unternehmer                                                                                  | 88    |       |
| 1. Januar  | Oumarou Ganda                             | nigrischer Filmregisseur, Drehbuchautor und Schauspieler                                                   |       |       |
| 1. Januar  | Ceferino Garcia                           | philippinischer Boxer                                                                                      | 74    |       |
| 1. Januar  | Oskar George                              | deutscher Gewerkschaftsfunktionär                                                                          | 60    |       |
| 1. Januar  | Walter Huser                              | Schweizer Bildhauer und Zeichner                                                                           | 77    |       |
| 1. Januar  | Hephzibah Menuhin                         | US-amerikanisch-jüdische Pianistin und Menschenrechtskämpferin                                             | 60    |       |
| 1. Januar  | Kazimierz Michałowski                     | polnischer Archäologe und Ägyptologe                                                                       | 79    |       |
| 1. Januar  | Daniel Morrissey                          | irischer Politiker (Irish Labour Party, Cumann na nGaedheal und Progressive Fine Gael)                     | 85    |       |
| 1. Januar  | Mauri Rose                                | US-amerikanischer Rennfahrer                                                                               | 74    |       |
| 2. Januar  | Albert R. Henry                           | Politiker der Cookinseln                                                                                   | 73    |       |
| 2. Januar  | Werner Kindt                              | deutscher Journalist                                                                                       | 82    |       |
| 2. Januar  | William Schiøpffe                         | dänischer Jazzmusiker                                                                                      | 54    |       |
| 2. Januar  | Egon Schunck                              | deutscher Jurist und Richter des Bundesverfassungsgerichts (1952–1963)                                     | 90    |       |
| 2. Januar  | Ernst Weißert                             | deutscher Waldorflehrer                                                                                    | 75    |       |
| 3. Januar  | Alice, Countess of Athlone                | britische Prinzessin                                                                                       | 97    |       |
| 3. Januar  | Jacques Bordeneuve                        | französischer Politiker (RRRS)                                                                             | 72    |       |
| 3. Januar  | Karl Evang                                | norwegischer Arzt                                                                                          | 78    |       |
| 3. Januar  | Felton Jarvis                             | US-amerikanischer Musikproduzent und Sänger                                                                | 46    |       |
| 3. Januar  | Alfred Proksch                            | österreichischer Politiker (NSDAP), MdR, Gau- und Landesleiter der NSDAP in Österreich                     | 89    |       |
| 4. Januar  | Max Bothner                               | deutscher Textilkaufmann, Polizeibeamter und Politiker (SPD), MdL Bayern                                   | 71    |       |
| 4. Januar  | Kenneth Carey                             | US-amerikanischer Segler                                                                                   | 87    |       |
| 4. Januar  | Manfred Mautner Markhof senior            | österreichischer Industrieller                                                                             | 77    |       |
| 4. Januar  | Friedrich Werber                          | deutscher Politiker (CDU), MdL, MdB                                                                        | 79    |       |
| 4. Januar  | Stefan Wirlandner                         | österreichischer Politiker (SPÖ)                                                                           | 75    |       |
| 5. Januar  | Emma Gumz                                 | deutsche Wäschereiinhaberin und Gerechte unter den Völkern                                                 | 81    |       |
| 5. Januar  | Lanza del Vasto                           | italienischer Philosoph und Dichter, Theoretiker und Praktiker des gewaltlosen Widerstandes                | 79    |       |
| 5. Januar  | Bruno von Niessen                         | deutscher Musiker, Regisseur und Opernintendant                                                            | 78    |       |
| 5. Januar  | Guy Paquinet                              | französischer Jazzmusiker                                                                                  | 77    |       |
| 5. Januar  | Ernst Walter Schmidt                      | deutscher Pastor und Dichter                                                                               | 86    |       |
| 5. Januar  | Karel Štěpánek                            | tschechischer Schauspieler                                                                                 | 81    |       |
| 5. Januar  | Bruno Stephan                             | deutscher Kameramann                                                                                       | 73    |       |
| 5. Januar  | Harold C. Urey                            | US-amerikanischer Chemiker, Nobelpreis für Chemie 1934                                                     | 87    |       |
| 5. Januar  | Fritz Walter                              | deutscher Fußballfunktionär                                                                                | 80    |       |
| 5. Januar  | Leopold Wohlrab                           | österreichischer Handballspieler                                                                           | 67    |       |
| 6. Januar  | Archibald Joseph Cronin                   | schottischer Arzt und Schriftsteller                                                                       | 84    |       |
| 6. Januar  | Gennadi Samoilowitsch Gor                 | russischer Schriftsteller                                                                                  | 73    |       |
| 6. Januar  | August Lönnecker                          | deutscher Kraftwagenmechaniker und Automobilsportler                                                       | 75    |       |
| 6. Januar  | Wesley Powell                             | US-amerikanischer Politiker                                                                                | 65    |       |
| 6. Januar  | Gertrude Sandmann                         | deutsche Malerin und Zeichnerin                                                                            | 87    |       |
| 6. Januar  | Antonio Suárez                            | spanischer Radrennfahrer                                                                                   | 48    |       |
| 6. Januar  | Ladislav Štoll                            | tschechoslowakischer Literaturkritiker, Kunstkritiker und Politiker                                        | 78    |       |
| 7. Januar  | José Ardévol                              | kubanischer Komponist spanischer Herkunft                                                                  | 69    |       |
| 7. Januar  | Antonio Castro Leal                       | mexikanischer Rechts- und Literaturwissenschaftler, Diplomat und Rektor der Universidad Autónoma de México | 84    |       |
| 7. Januar  | Ernst Hörnicke                            | deutscher Politiker (KPD), MdR                                                                             | 82    |       |
| 7. Januar  | Horst Jäger                               | deutscher Politiker (SPD), MdL                                                                             | 54    |       |
| 7. Januar  | Arnold Knauer                             | deutscher Berufsbildner und Ökonom                                                                         | 49    |       |
| 7. Januar  | Rudolf Lempp                              | deutscher Architekt und Baubeamter                                                                         | 93    |       |
| 7. Januar  | Chink Martin                              | US-amerikanischer Musiker (Bass, Tuba) des New Orleans und des Chicago Jazz                                | 91    |       |
| 7. Januar  | Karl Wegmann                              | deutscher Widerstandskämpfer                                                                               | 74    |       |
| 8. Januar  | Matthew Beard                             | US-amerikanischer Schauspieler                                                                             | 56    |       |
| 8. Januar  | Egami Shigeru                             | japanischer Karatemeister                                                                                  | 68    |       |
| 8. Januar  | Gustav Hessing                            | österreichischer Maler und Hochschullehrer                                                                 | 71    |       |
| 8. Januar  | Mortimer von Kessel                       | deutscher Offizier, zuletzt General der Panzertruppe im Zweiten Weltkrieg                                  | 87    |       |
| 8. Januar  | Alexander Alexandrowitsch Kotow           | russischer Schachspieler und -autor                                                                        | 67    |       |
| 8. Januar  | Jessie Rindom                             | dänische Schauspielerin                                                                                    | 77    |       |
| 8. Januar  | Francis Samuelson, 4. Baronet             | britischer Autorennfahrer                                                                                  | 90    |       |
| 9. Januar  | Gisela Boeckh von Tzschoppe               | deutsche Bildhauerin                                                                                       | 93    |       |
| 9. Januar  | Sammy Davis                               | britischer Autorennfahrer und Motorsportjournalist                                                         | 94    |       |
| 9. Januar  | Jack Nielsen                              | norwegischer Tennisspieler                                                                                 | 84    |       |
| 9. Januar  | Kazimierz Serocki                         | polnischer Komponist                                                                                       | 58    |       |
| 10. Januar | Erich Bär                                 | deutscher Elektroingenieur und Amateurastronom                                                             | 75    |       |
| 10. Januar | Richard Boone                             | US-amerikanischer Schauspieler                                                                             | 63    |       |
| 10. Januar | Paul Deichmann                            | deutscher Offizier und General der Flieger                                                                 | 82    |       |
| 10. Januar | Ferdinand Hiege                           | deutscher Landwirt und NS-Landwirtschaftsfunktionär                                                        |       |       |
| 10. Januar | Lotte Mühe                                | deutsche Schwimmerin                                                                                       | 70    |       |
| 10. Januar | Käthe Petersen                            | deutsche Juristin und Sozialpolitikerin                                                                    | 77    |       |
| 10. Januar | Hansi Share                               | deutsch-amerikanische Puppenmacherin                                                                       | 93    |       |
| 11. Januar | Artur Berger                              | österreichischer Filmarchitekt und Szenenbildner                                                           | 88    |       |
| 11. Januar | Fernando Díaz                             | argentinischer Tangosänger                                                                                 | 77    |       |
| 11. Januar | Wilhelm Haas                              | deutscher Diplomat                                                                                         | 84    |       |
| 11. Januar | Desiderius Hampel                         | österreichischer Offizier, zuletzt SS-Brigadeführer und Generalmajor der Waffen-SS                         | 85    |       |
| 11. Januar | Erwin Häussler                            | deutscher Politiker (CDU), MdL, MdB                                                                        | 71    |       |
| 11. Januar | Karl Høgberg                              | norwegischer Maler                                                                                         | 79    |       |
| 11. Januar | Hilde Kaufmann                            | deutsche Kriminologin und Rechtswissenschaftlerin                                                          | 60    |       |
| 11. Januar | Emil Lehmann                              | deutscher Mineraloge und Petrologe                                                                         | 99    |       |
| 11. Januar | Malcolm MacDonald                         | britischer Politiker (Labour Party), Mitglied des House of Commons                                         | 79    |       |
| 11. Januar | Zvi Rix                                   | österreichisch-israelischer Arzt und Publizist                                                             | 71    |       |
| 11. Januar | Jan Snoek                                 | niederländischer Bahnradsportler                                                                           | 84    |       |
| 12. Januar | Karl Fred Dahmen                          | deutscher Künstler                                                                                         | 63    |       |
| 12. Januar | Isobel Elsom                              | britische Schauspielerin                                                                                   | 87    |       |
| 12. Januar | Jean Ganeval                              | französischer Général de corps d'armée und Politiker                                                       | 86    |       |
| 12. Januar | Marcel Gobillot                           | französischer Radrennfahrer                                                                                | 81    |       |
| 12. Januar | Elma Grohs-Hansen                         | deutsche Bildhauerin und Textilkünstlerin                                                                  | 88    |       |
| 12. Januar | Otto Haendler                             | deutscher evangelischer Theologe und Hochschullehrer                                                       | 90    |       |
| 12. Januar | Nathan Katz                               | französischer Schriftsteller, alemannischer Lyriker, alemannischer Dramatiker                              | 88    |       |
| 12. Januar | Wladimir Seidel                           | US-amerikanischer Mathematiker                                                                             | 74    |       |
| 13. Januar | Rudolf Bartonek                           | österreichisch-deutscher Schulleiter im Ministerium für Staatssicherheit                                   | 69    |       |
| 13. Januar | Finn Olav Gundelach                       | dänischer Diplomat, Vizepräsident der EG-Kommission                                                        | 55    |       |
| 13. Januar | Max Klimmek                               | stellvertretender Bürgermeister und Stadtrat in Königsberg sowie Gauamtsleiter in Ostpreußen               | 77    |       |
| 13. Januar | Erich Lorenz                              | deutscher Heimatforscher, Volkskundler und Chronist                                                        | 86    |       |
| 13. Januar | Walter Stewart Owen                       | kanadischer Rechtsanwalt und Manager, Vizegouverneur von British Columbia                                  | 76    |       |
| 13. Januar | Park Chonghwa                             | südkoreanischer Schriftsteller und Lyriker                                                                 | 79    |       |
| 13. Januar | Charlotte Serda                           | deutsche Schauspielerin, Journalistin, Drehbuchautorin und Fotografin                                      | 70    |       |
| 13. Januar | Owen H. Wangensteen                       | US-amerikanischer Chirurg                                                                                  | 82    |       |
| 14. Januar | Adolf Grebe                               | deutscher Fußballspieler                                                                                   | 69    |       |
| 14. Januar | Maxi Linder                               | surinamische Prostituierte                                                                                 | 78    |       |
| 14. Januar | G. Lloyd Spencer                          | US-amerikanischer Politiker                                                                                | 87    |       |
| 15. Januar | Emanuel Celler                            | US-amerikanischer Politiker                                                                                | 92    |       |
| 15. Januar | Hermann Heusch                            | deutscher Oberbürgermeister der Stadt Aachen                                                               | 74    |       |
| 15. Januar | Alfons Hochhauser                         | österreichischer Aussteiger                                                                                | 74    |       |
| 15. Januar | Manfred Klein                             | deutscher katholischer Jugendvertreter, MdA                                                                | 55    |       |
| 15. Januar | Ernst Kunkel                              | deutscher Politiker (SPD), MdL                                                                             | 79    |       |
| 15. Januar | David E. Lilienthal                       | US-amerikanischer Jurist und hochrangiger Beamter                                                          | 81    |       |
| 15. Januar | Peter Paul Nahm                           | deutscher Politiker (CDU)                                                                                  | 79    |       |
| 15. Januar | Devaneya Pavanar                          | tamilischer Schriftsteller und Nationalist                                                                 | 78    |       |
| 15. Januar | Alfred Schachtzabel                       | deutscher Ethnologe                                                                                        | 93    |       |
| 15. Januar | Robert Scholz                             | deutscher Kunstjournalist, Leiter der Hauptstelle „Bildende Kunst“ im Amt Rosenberg                        | 78    |       |
| 15. Januar | Graham Whitehead                          | britischer Autorennfahrer                                                                                  | 58    |       |
| 16. Januar | Ali Dara                                  | pakistanischer Hockeyspieler                                                                               | 65    |       |
| 16. Januar | Gordon Delamont                           | kanadischer Komponist, Trompeter und Musikpädagoge                                                         | 62    |       |
| 16. Januar | Bernard Lee                               | britischer Schauspieler                                                                                    | 73    |       |
| 16. Januar | Walther Lipphardt                         | deutscher Musik- und Theaterwissenschaftler, Kirchenmusiker und Gymnasiallehrer                            | 74    |       |
| 16. Januar | Archibald Motley                          | US-amerikanischer Maler                                                                                    | 89    |       |
| 16. Januar | Oscar Roth                                | US-amerikanischer Offizier, Dokumentator im KZ Mauthausen                                                  | 70    |       |
| 17. Januar | Hugo Aufderbeck                           | deutscher Geistlicher, Theologe und Bischof                                                                | 71    |       |
| 17. Januar | Cipriano Dourado                          | portugiesischer Maler des Neorealismus                                                                     | 59    |       |
| 17. Januar | Eugenio Gatto                             | italienischer Politiker, Mitglied der Camera dei deputati und des Senato della Repubblica                  | 69    |       |
| 17. Januar | Mack Gray                                 | US-amerikanischer Schauspieler                                                                             | 75    |       |
| 17. Januar | Francis Peter Leipzig                     | US-amerikanischer römisch-katholischer Geistlicher                                                         | 85    |       |
| 17. Januar | Timo Murama                               | finnischer Skisportler                                                                                     | 68    |       |
| 17. Januar | Charles de Tolnay                         | ungarischer Kunsthistoriker                                                                                | 81    |       |
| 17. Januar | Gerda Wachowius                           | deutsche Politikerin (SED)                                                                                 | 72    |       |
| 18. Januar | Mary Bevis Hawton                         | australische Tennisspielerin                                                                               | 56    |       |
| 18. Januar | Rufus Isaacs                              | US-amerikanischer Mathematiker                                                                             | 66    |       |
| 18. Januar | Cilly Schäfer                             | deutsche Politikerin (KPD, DKP)                                                                            | 82    |       |
| 18. Januar | Franz Michel Willam                       | österreichischer Priester, Schriftsteller und Theologe                                                     | 86    |       |
| 19. Januar | Herbert Bayer                             | deutscher Fußballspieler                                                                                   | 54    |       |
| 19. Januar | Walter Gorrish                            | deutscher Schriftsteller, Drehbuchautor und Spanienkämpfer                                                 | 71    |       |
| 19. Januar | Karl Kasten                               | deutscher Politiker (SED) und Oberbürgermeister von Rostock                                                | 72    |       |
| 19. Januar | Otto Köth                                 | deutscher Politiker (CDU), MdL                                                                             | 76    |       |
| 19. Januar | Luise Meyer-Schützmeister                 | deutsch-amerikanische Kernphysikerin                                                                       | 65    |       |
| 19. Januar | Marietta di Monaco                        | deutsche Kabarettistin, Lyrikerin, Diseuse, Tänzerin und Dichtermuse                                       | 87    |       |
| 19. Januar | Arvid von Nottbeck                        | deutscher Jurist und Politiker (FDP), MdL                                                                  | 77    |       |
| 19. Januar | Leonhard Schlüter                         | deutscher Politiker (DKP, DRP, FDP), MdL und Verleger                                                      | 59    |       |
| 19. Januar | Hermann Wahrheit                          | deutscher Politiker (CVP), MdL                                                                             | 80    |       |
| 19. Januar | Francesca Woodman                         | US-amerikanische Fotokünstlerin                                                                            | 22    |       |
| 20. Januar | Robert Haener                             | Schweizer Berufsoffizier                                                                                   | 60    |       |
| 20. Januar | Derick Heathcoat-Amory, 1. Viscount Amory | britischer Politiker, Mitglied des House of Commons                                                        | 81    |       |
| 20. Januar | Erich Strauss                             | britischer Ökonom                                                                                          | 69    |       |
| 20. Januar | Vittorio Tamagnini                        | italienischer Boxer                                                                                        | 70    |       |
| 21. Januar | Cuth Harrison                             | britischer Rennfahrer                                                                                      | 74    |       |
| 21. Januar | Beda Hefti                                | Schweizer Architekt                                                                                        | 83    |       |
| 21. Januar | Semah Cecil Hyman                         | israelischer Diplomat                                                                                      | 81    |       |
| 21. Januar | Augusta Jawara                            | gambische Politikerin und First Lady                                                                       | 56    |       |
| 21. Januar | Allyn Joslyn                              | US-amerikanischer Schauspieler                                                                             | 79    |       |
| 21. Januar | Giovanni Battista Meneghini               | italienischer Industrieller                                                                                |       |       |
| 21. Januar | María Moliner                             | spanische Bibliothekarin und Lexikografin                                                                  | 80    |       |
| 21. Januar | Russell Procope                           | US-amerikanischer Jazz-Saxophonist und Klarinettist                                                        | 72    |       |
| 21. Januar | Ernst Wahle                               | deutscher Prähistoriker                                                                                    | 91    |       |
| 22. Januar | Franco Abbiati                            | italienischer Musikwissenschaftler                                                                         | 82    |       |
| 22. Januar | Lutz Dittberner                           | deutscher Maler                                                                                            | 81    |       |
| 22. Januar | Rudolf Geiger                             | deutscher Meteorologe                                                                                      | 86    |       |
| 22. Januar | Florian Imer                              | Schweizer Jurist und Historiker                                                                            | 82    |       |
| 22. Januar | Bror Lagercrantz                          | schwedischer Fechter                                                                                       | 86    |       |
| 22. Januar | Rudolf Nissen                             | deutscher Chirurg und Hochschullehrer                                                                      | 84    |       |
| 22. Januar | Fannie Thomas                             | US-amerikanische Supercentenarian                                                                          | 113   |       |
| 23. Januar | Samuel Barber                             | US-amerikanischer Komponist                                                                                | 70    |       |
| 23. Januar | Liselott Baumgarten                       | deutsche Schauspielerin                                                                                    | 74    |       |
| 23. Januar | Traugott Fricker                          | Schweizer Lehrer, Heimatforscher und Bühnenautor                                                           | 78    |       |
| 23. Januar | Hans Haager                               | österreichischer Mühlenbesitzer und Politiker (ÖVP), Nationalratsabgeordneter                              | 90    |       |
| 23. Januar | Roland Hampe                              | deutscher Klassischer Archäologe                                                                           | 72    |       |
| 23. Januar | Vera Matejczuk                            | belarussische Aktivistin, Pädagogin und Dichterin                                                          | 84    |       |
| 23. Januar | Lena Meyer-Bergner                        | deutsche Textildesignerin                                                                                  | 74    |       |
| 23. Januar | Roman Andrejewitsch Rudenko               | sowjetischer Jurist, Generalstaatsanwalt der UdSSR                                                         | 73    |       |
| 23. Januar | Olin E. Teague                            | US-amerikanischer Politiker (Demokratische Partei)                                                         | 70    |       |
| 24. Januar | William S. Biddle                         | US-amerikanischer Offizier, Generalmajor der US-Army                                                       | 80    |       |
| 24. Januar | Suzanne de Dietrich                       | französische Theologin                                                                                     | 89    |       |
| 24. Januar | Hans Lauscher                             | deutscher Jurist und Politiker (CDU), MdL                                                                  | 77    |       |
| 24. Januar | Franz Palm                                | deutscher Tanzpädagoge                                                                                     | 73    |       |
| 24. Januar | Trude Schullerus                          | siebenbürgisch-sächsische Malerin                                                                          | 91    |       |
| 21. Januar | Gustav Tögel                              | österreichischer Fußballspieler                                                                            | 73    |       |
| 25. Januar | Adele Astaire                             | US-amerikanische Tänzerin und Entertainerin; durch Heirat Mitglied der britischen Aristokratie             | 84    |       |
| 25. Januar | Nathan M. Newmark                         | US-amerikanischer Bauingenieur                                                                             | 70    |       |
| 25. Januar | Lobsang Rampa                             | englischer Schriftsteller                                                                                  | 70    |       |
| 25. Januar | Frida Weber de Kurlat                     | argentinische Hispanistin                                                                                  |       |       |
| 25. Januar | Mohammad Yousuf                           | pakistanischer Diplomat und Politiker aus dem Punjab                                                       |       |       |
| 26. Januar | Jack Acland                               | neuseeländischer Politiker und Landwirtschaftsfunktionär                                                   | 77    |       |
| 26. Januar | Wolfgang Brobeil                          | deutscher Journalist                                                                                       | 69    |       |
| 26. Januar | Gerhard Jungmann                          | deutscher Arzt und Politiker (NSDAP, CDU), MdL, MdB                                                        | 70    |       |
| 26. Januar | Werner Friedrich Kunz                     | Schweizer Bildhauer und Plastiker                                                                          | 84    |       |
| 26. Januar | Peter Poelzig                             | deutscher Architekt und Hochschullehrer                                                                    | 74    |       |
| 26. Januar | Heinrich Richter-Berlin                   | deutscher Maler und Mitbegründer der Neuen Secession in Berlin                                             | 96    |       |
| 26. Januar | Tracy M. Sonneborn                        | US-amerikanischer Zoologe und Genetiker                                                                    | 75    |       |
| 26. Januar | Herbert Taylor                            | US-amerikanischer Eisschnellläufer                                                                         | 74    |       |
| 27. Januar | Adrien Arrvecchia                         | monegassischer Radrennfahrer                                                                               | 44    |       |
| 27. Januar | Rudolf Attig                              | deutscher Sanitätsoffizier, zuletzt Generalarzt im Zweiten Weltkrieg                                       | 87    |       |
| 27. Januar | Helmut Bertram                            | deutscher Politiker (Zentrum), MdB, MdEP                                                                   | 70    |       |
| 27. Januar | Léo Collard                               | belgischer Politiker                                                                                       | 78    |       |
| 27. Januar | Theoderich Hofstätter                     | österreichischer römisch-katholischer Geistlicher, Zisterzienser und Gegner des Nationalsozialismus        | 74    |       |
| 27. Januar | Gerhard Keller                            | deutscher Geologe und Hochschullehrer                                                                      | 77    |       |
| 27. Januar | Henri Lentulo                             | französischer Zahnarzt und Kieferchirurg                                                                   | 91    |       |
| 27. Januar | Fritz Philipp                             | deutscher Gewerkschafter                                                                                   | 77    |       |
| 27. Januar | Robert Stäger                             | deutschsprachiger Schweizer Mundartschriftsteller                                                          | 78    |       |
| 28. Januar | Alphonse Gemuseus                         | Schweizer Springreiter                                                                                     | 82    |       |
| 28. Januar | Franz Kroyer                              | österreichischer Politiker (ÖVP), Landtagsabgeordneter im Burgenland und Bundesrat                         | 79    |       |
| 28. Januar | Luigi Efisio Marras                       | italienischer General                                                                                      | 92    |       |
| 29. Januar | Jack Arthur Walter Bennett                | neuseeländischer Literaturwissenschaftler und Philologe                                                    | 69    |       |
| 29. Januar | Cozy Cole                                 | US-amerikanischer Jazz-Schlagzeuger                                                                        | 74    |       |
| 29. Januar | Lajos Korányi                             | ungarischer Fußballspieler                                                                                 | 73    |       |
| 29. Januar | Reginald Martin                           | britischer Lacrossespieler                                                                                 | 93    |       |
| 29. Januar | Franz-Josef Nordlohne                     | deutscher Politiker (CDU), MdB, MdEP                                                                       | 41    |       |
| 29. Januar | Nikolai Wassiljewitsch Puschkow           | sowjetischer Geophysiker und Gründer des ISMIRAM                                                           | 77    |       |
| 29. Januar | Jimmy Walthour, Jr.                       | US-amerikanischer Radrennfahrer                                                                            | 71    |       |
| 30. Januar | Louis de Bazelaire                        | französischer Geistlicher, römisch-katholischer Erzbischof                                                 | 88    |       |
| 30. Januar | Fritz Josef Berthold                      | deutscher Rechtsanwalt                                                                                     | 71    |       |
| 30. Januar | Ernst Blum                                | deutsch-schweizerischer Psychiater und Psychoanalytiker                                                    | 88    |       |
| 30. Januar | Gerald J. Boileau                         | US-amerikanischer Politiker                                                                                | 81    |       |
| 30. Januar | John Gordon                               | irischer Geistlicher, römisch-katholischer Erzbischof und vatikanischer Diplomat                           | 68    |       |
| 30. Januar | Hugo von Habermann der Jüngere            | deutscher Maler                                                                                            | 81    |       |
| 30. Januar | Theodor Haltenorth                        | deutscher Zoologe                                                                                          | 70    |       |
| 30. Januar | Josef Kiene                               | deutscher Politiker (SPD), MdL                                                                             | 85    |       |
| 30. Januar | John E. Miller                            | US-amerikanischer Jurist und Politiker                                                                     | 92    |       |
| 30. Januar | Anna Paulsen                              | deutsche evangelische Theologin                                                                            | 87    |       |
| 30. Januar | Iraida Borissowna Sejest                  | sowjetische Kunsthistorikerin und Archäologin                                                              | 78    |       |
| 30. Januar | Elias Wessén                              | schwedischer Sprachforscher                                                                                | 91    |       |
| 31. Januar | Werner Ehrig                              | deutscher Offizier, zuletzt Generalleutnant im Zweiten Weltkrieg                                           | 83    |       |
| 31. Januar | William Gopallawa                         | sri-lankischer Politiker in Sri Lanka                                                                      | 83    |       |
| 31. Januar | Thomas Webster                            | US-amerikanischer Segler                                                                                   | 71    |       |
| 31. Januar | Scotty Wiseman                            | US-amerikanischer Musiker                                                                                  | 71    |       |
| Januar     | Carl Adloff                               | deutscher Tischtennisfunktionär                                                                            | 84    |       |
| Januar     | Albert Crossley                           | US-amerikanischer Radsportler                                                                              | 77    |       |
| Januar     | Walter Feistritzer                        | österreichischer Eishockeyspieler                                                                          | 60    |       |
| Januar     | Franc Pribošek                            | jugoslawischer Skispringer                                                                                 | ≈64   |       |
| Januar     | Ferdinando Raffaelli                      | italienischer Luftwaffengeneral                                                                            |       |       |
| Januar     | Ahmad Toukan                              | jordanischer Politiker, Premierminister des Königreichs Jordanien                                          | 77    |       |

|-
| style="white-space:nowrap;" | 17. Februar
| Dante Secchi
| italienischer Ruderer
| style="text-align:right;padding-right:1em;"| 70

## Februar
| Tag         | Name                                        | Beruf, bekannt als                                                                                 | Alter | Beleg |
| ----------- | ------------------------------------------- | -------------------------------------------------------------------------------------------------- | ----- | ----- |
| 1. Februar  | Joe Carroll                                 | US-amerikanischer Jazzsänger                                                                       | 61    |       |
| 1. Februar  | Donald Wills Douglas                        | US-amerikanischer Flugzeugbauer                                                                    | 88    |       |
| 1. Februar  | Wanda Hendrix                               | US-amerikanische Schauspielerin                                                                    | 52    |       |
| 1. Februar  | Michel Hildesheim                           | deutsch-dänischer Schauspieler                                                                     | 72    |       |
| 1. Februar  | Roscoe Holcomb                              | US-amerikanischer Sänger und Multiinstrumentalist                                                  | 68    |       |
| 1. Februar  | Arnold Huebner                              | deutscher Soldat und Ritterkreuzträger im Zweiten Weltkrieg                                        | 61    |       |
| 1. Februar  | Eric Hultén                                 | schwedischer Botaniker und Phytogeograph                                                           | 86    |       |
| 1. Februar  | Hans Kalm                                   | estnisch-finnischer Militär                                                                        | 91    |       |
| 1. Februar  | Charles Luck                                | britischer Turner                                                                                  | 94    |       |
| 1. Februar  | Mischa Mischakoff                           | ukrainisch-amerikanischer Geiger und Musikpädagoge                                                 | 85    |       |
| 1. Februar  | Ernst Pepping                               | deutscher Komponist                                                                                | 79    |       |
| 1. Februar  | Charlotte Rohrbach                          | deutsche Fotografin                                                                                | 78    |       |
| 1. Februar  | Geirr Tveitt                                | norwegischer Komponist und Pianist                                                                 | 72    |       |
| 2. Februar  | Hugh Joseph Addonizio                       | US-amerikanischer Politiker                                                                        | 67    |       |
| 2. Februar  | Gottfried Jungmichel                        | deutscher Arzt, Hochschullehrer und Politiker (FDP), MdL                                           | 78    |       |
| 2. Februar  | Adolf Kellermüller                          | Schweizer Architekt                                                                                | 85    |       |
| 2. Februar  | Louise Lorraine                             | US-amerikanische Schauspielerin                                                                    | 76    |       |
| 2. Februar  | Richard Muckermann                          | deutscher Politiker (Zentrum, CDU), MdL, MdB                                                       | 89    |       |
| 2. Februar  | Raimundas Samulevičius                      | litauischer Dramatiker und Prosaiker                                                               | 43    |       |
| 3. Februar  | Magda Babitsch                              | österreichische Lehrerin und Schriftstellerin                                                      | 72    |       |
| 3. Februar  | J Harlen Bretz                              | US-amerikanischer Geologe                                                                          | 98    |       |
| 3. Februar  | Sammy Crooks                                | englischer Fußballspieler                                                                          | 73    |       |
| 3. Februar  | Willi Guthsmuths                            | deutscher Unternehmer und Politiker (GB/BHE), MdL                                                  | 79    |       |
| 3. Februar  | Gisela Praetorius                           | deutsche Pädagogin und Politikerin (CDU), MdL, MdB                                                 | 79    |       |
| 3. Februar  | Erik Richter                                | deutscher Maler, Grafiker und Schachkomponist                                                      | 91    |       |
| 3. Februar  | Max Rolfes                                  | deutscher Agrarwissenschaftler                                                                     | 86    |       |
| 4. Februar  | Mario Camerini                              | italienischer Drehbuchautor und Regisseur                                                          | 85    |       |
| 4. Februar  | Ludwig Damminger                            | deutscher Fußballspieler                                                                           | 68    |       |
| 4. Februar  | Walter Feurich                              | deutscher evangelisch-lutherischer Geistlicher, inoffizieller Mitarbeiter der DDR-Staatssicherheit | 58    |       |
| 4. Februar  | August Rust                                 | deutscher Landarbeiter, Kleinbauer, Postbote und niederdeutscher Volkserzähler                     | 90    |       |
| 5. Februar  | Ella T. Grasso                              | US-amerikanische Politikerin und Gouverneurin von Connecticut                                      | 61    |       |
| 5. Februar  | Ferenc Soós                                 | ungarischer Tischtennisspieler                                                                     | 61    |       |
| 6. Februar  | Paul Becker                                 | deutscher Politiker (SKPD/SED) und Sportfunktionär                                                 | 83    |       |
| 6. Februar  | Heinz Benthien                              | deutscher Tischtennisspieler                                                                       | 63    |       |
| 6. Februar  | Friederike von Hannover                     | deutsche Adelige, Königin von Griechenland (1947–1964)                                             | 63    |       |
| 6. Februar  | Hugo Montenegro                             | US-amerikanischer Arrangeur, Komponist und Orchesterleiter                                         | 55    |       |
| 6. Februar  | Marthe Robin                                | französische Mystikerin                                                                            | 78    |       |
| 6. Februar  | Martin Schmeißer                            | deutscher Chemiker und Rektor der Universität Dortmund                                             | 68    |       |
| 6. Februar  | Franz Staffa                                | österreichischer Politiker (SPÖ), Landtagsabgeordneter, Abgeordneter zum Nationalrat               | 73    |       |
| 6. Februar  | Gustav Wulz                                 | deutscher Archivar                                                                                 | 81    |       |
| 7. Februar  | Bertel Backman                              | finnischer Eisschnellläufer                                                                        | 75    |       |
| 7. Februar  | Walter Böning                               | deutscher Offizier und Jagdflieger im Ersten Weltkrieg                                             | 87    |       |
| 7. Februar  | Hermann Esser                               | deutscher Politiker (USPD, NSDAP), MdR                                                             | 80    |       |
| 7. Februar  | Ernst Fischer                               | deutsch-amerikanischer Physiologe                                                                  | 84    |       |
| 7. Februar  | Paul Mattick                                | deutscher Ökonom, Rätekommunist und politischer Schriftsteller                                     | 76    |       |
| 7. Februar  | Josef Staber                                | deutscher Kirchenhistoriker                                                                        | 68    |       |
| 8. Februar  | Jakob Bender                                | deutscher Fußballspieler                                                                           | 70    |       |
| 8. Februar  | Friedrich Hartau                            | deutscher Schauspieler, Übersetzer, Dramaturg, Schriftsteller und Regisseur                        | 69    |       |
| 8. Februar  | Karl Hübner                                 | siebenbürgischer Maler und Grafiker                                                                | 78    |       |
| 8. Februar  | Mario Martinoni                             | Schweizer Offizier                                                                                 | 84    |       |
| 8. Februar  | Jimmy Morgan                                | US-amerikanischer Bobsportler                                                                      | 32    |       |
| 8. Februar  | Mary Ryan                                   | irische Politikerin (Fianna Fáil)                                                                  | 83    |       |
| 8. Februar  | Konrad Wittmann                             | deutscher Politiker (WAV, DP, CSU), MdB                                                            | 75    |       |
| 9. Februar  | Jack Z. Anderson                            | US-amerikanischer Politiker                                                                        | 76    |       |
| 9. Februar  | Quin Blackburn                              | US-amerikanischer Geologe, Geodät, Bergsteiger und Polarforscher                                   | 81    |       |
| 9. Februar  | Franz Andrysek                              | österreichischer Gewichtheber                                                                      | 75    |       |
| 9. Februar  | Mahommedali Currim Chagla                   | indischer Richter, Botschafter und Politiker                                                       | 80    |       |
| 9. Februar  | Maurice Depauw                              | belgischer Radrennfahrer                                                                           | 42    |       |
| 9. Februar  | Don Frye                                    | US-amerikanischer Jazzpianist und Sänger                                                           | ≈78   |       |
| 9. Februar  | Mercedes Gleitze                            | britische Schwimmerin                                                                              | 80    |       |
| 9. Februar  | Bill Haley                                  | US-amerikanischer Rockmusiker                                                                      | 55    |       |
| 9. Februar  | Erich Heyl                                  | deutscher Politiker (KPD, SED)                                                                     | 71    |       |
| 9. Februar  | Helen Schucman                              | US-amerikanische Psychologin                                                                       | 71    |       |
| 9. Februar  | Tiny Thompson                               | kanadischer Eishockeyspieler und -trainer                                                          | 77    |       |
| 9. Februar  | Paul G. A. H. Voigt                         | englischer Erfinder und Audio-Pionier                                                              | 79    |       |
| 10. Februar | Udo Becher                                  | deutscher Ingenieur und Hochschullehrer                                                            | 75    |       |
| 10. Februar | Paul C. Jones                               | US-amerikanischer Politiker                                                                        | 79    |       |
| 10. Februar | Julien Levy                                 | US-amerikanischer Galerist und Kunsthändler                                                        | 75    |       |
| 10. Februar | Nándor Orbán                                | ungarischer Moderner Fünfkämpfer                                                                   | 71    |       |
| 10. Februar | Carl Friedrich Wagner                       | deutscher Reformpädagoge                                                                           | 89    |       |
| 11. Februar | Agneta von Barkow                           | deutsche Widerstandskämpferin und Geschäftsfrau                                                    | 73    |       |
| 11. Februar | Heinz Bonatz                                | deutscher Marineoffizier während des Zweiten Weltkriegs                                            | 83    |       |
| 11. Februar | Léon Coulibeuf                              | französischer Automobilrennfahrer und Unternehmer                                                  | 75    |       |
| 11. Februar | Walter Damm                                 | deutscher Politiker (SPD), MdL, Landesminister in Schleswig-Holstein                               | 76    |       |
| 11. Februar | Rabindra Dharmaraj                          | indischer Filmregisseur                                                                            | 34    |       |
| 11. Februar | Richard Egenter                             | deutscher römisch-katholischer Moraltheologe und Hochschullehrer                                   | 78    |       |
| 11. Februar | Ketti Frings                                | US-amerikanische Dramatikerin und Drehbuchautorin                                                  | 71    |       |
| 11. Februar | Clemens Horstmann                           | deutscher Landwirt und Politiker (CDU), MdL                                                        | 88    |       |
| 11. Februar | Ichikawa Fusae                              | japanische Frauenrechtlerin und Politikerin                                                        | 87    |       |
| 11. Februar | Max Leichter                                | deutscher Ringer                                                                                   | 60    |       |
| 11. Februar | Maurice Mandrillon                          | französischer Skilangläufer                                                                        | 78    |       |
| 11. Februar | Kermit Murdock                              | US-amerikanischer Schauspieler                                                                     | 72    |       |
| 11. Februar | Franz Sondheimer                            | britischer Chemiker                                                                                | 54    |       |
| 12. Februar | Andreas Alföldi                             | ungarischer Althistoriker, Epigraphiker, Numismatiker und Archäologe                               | 85    |       |
| 12. Februar | Jean Dixon                                  | US-amerikanische Schauspielerin                                                                    | 84    |       |
| 12. Februar | Bruce Fraser, 1. Baron Fraser of North Cape | britischer Flottenadmiral und Erster Seelord                                                       | 93    |       |
| 12. Februar | Francisco Hoffmann Lachnit                  | chilenischer Mediziner, Hochschullehrer, Physiologe                                                | 78    |       |
| 12. Februar | Fritz Kobel                                 | Schweizer Obst-, Wein-, Gemüse- und Gartenbauwissenschaftler                                       | 84    |       |
| 12. Februar | Erwin Nötzelmann                            | deutscher Politiker (NSDAP), MdR                                                                   | 73    |       |
| 12. Februar | Georg Rösch                                 | deutscher Politiker (CDU), MdL                                                                     | 67    |       |
| 12. Februar | Hermann Schirmer                            | bayerischer Politiker                                                                              | 83    |       |
| 13. Februar | Eugen Bamann                                | deutscher Lebensmittelchemiker                                                                     | 81    |       |
| 13. Februar | Aniceto Fernández Alonso                    | spanischer Ordensgeistlicher, Generalsuperior der Dominikaner                                      | 85    |       |
| 13. Februar | Kurt Kettler                                | deutscher Manager                                                                                  | 78    |       |
| 13. Februar | Wacław Kuchar                               | polnischer Sportler                                                                                | 83    |       |
| 13. Februar | Erich Pfisterer                             | deutscher Ingenieur und Wasserkraftwerksbauer                                                      | 70    |       |
| 13. Februar | Rolf Schwedler                              | deutscher Politiker (SPD), MdA, MdB, Berliner Senator                                              | 66    |       |
| 13. Februar | Evert Verwey                                | niederländischer Chemiker                                                                          | 75    |       |
| 13. Februar | Jean-Julien Weber                           | französischer Geistlicher, Bischof von Straßburg                                                   | 93    |       |
| 14. Februar | Heinrich Fink                               | deutscher Politiker (KPD), MdHB                                                                    | 78    |       |
| 14. Februar | José Martínez González                      | mexikanischer Fußballspieler                                                                       | 27    |       |
| 14. Februar | Edward McEntee                              | US-amerikanischer Jurist und Politiker                                                             | 74    |       |
| 15. Februar | Michael Bloomfield                          | US-amerikanischer Blues-Gitarrist                                                                  | 37    |       |
| 15. Februar | Esteban Canal                               | peruanischer Schach-Großmeister                                                                    | 84    |       |
| 15. Februar | Dezső Ernster                               | ungarischer Opernsänger (Bass)                                                                     | 82    |       |
| 15. Februar | Mečislovas Gedvilas                         | litauischer Politiker und Ministerpräsident                                                        | 79    |       |
| 15. Februar | Friedrich Krabbe                            | deutscher Politiker (Zentrum), MdL                                                                 | 66    |       |
| 15. Februar | Isaac Don Levine                            | US-amerikanischer Journalist und Autor                                                             | 89    |       |
| 15. Februar | Karl Richter                                | deutscher Chorleiter, Dirigent, Organist und Cembalist                                             | 54    |       |
| 16. Februar | Frank Froeba                                | US-amerikanischer Pianist und Bandleader des New Orleans Jazz                                      | 73    |       |
| 16. Februar | Fritz Giersch                               | deutscher Politiker (CDU), MdA                                                                     | 65    |       |
| 16. Februar | Herman Wirth                                | niederländischer Privatgelehrter und völkischer Pseudohistoriker                                   | 95    |       |
| 17. Februar | Marcel Bezençon                             | Schweizer Journalist                                                                               | 73    |       |
| 17. Februar | Alexander Drozdzynski                       | polnischer Journalist und Schriftsteller                                                           | ≈56   |       |
| 17. Februar | Alfred Fitch                                | US-amerikanischer Leichtathlet                                                                     | 68    |       |
| 17. Februar | Johann Freihsler                            | österreichischer Brigadier und Verteidigungsminister                                               | 63    |       |
| 17. Februar | David Garnett                               | britischer Schriftsteller, Verleger und Mitglied der Bloomsbury Group                              | 88    |       |
| 17. Februar | Horst Schiemann                             | deutscher Wirtschaftsführer                                                                        | 82    |       |
| 17. Februar | Mary Jane Ward                              | US-amerikanische Schriftstellerin                                                                  | 75    |       |
| 17. Februar | Alberto Zozaya                              | argentinischer Fußballspieler                                                                      | 72    |       |
| 18. Februar | Walter Bolbrinker                           | deutscher Politiker (SPD), MdL                                                                     | 84    |       |
| 18. Februar | John Knudsen Northrop                       | US-amerikanischer Industrieller und Flugzeugkonstrukteur                                           | 85    |       |
| 18. Februar | Henri Prat                                  | französischer Biologe                                                                              | 78    |       |
| 18. Februar | Joe „Cornbread“ Thomas                      | US-amerikanischer Klarinettist, Saxophonist und Vokalist des New-Orleans-Jazz                      | 78    |       |
| 18. Februar | Karl Wahl                                   | deutscher Politiker (NSDAP), MdR, Gauleiter, SS-Obergruppenführer                                  | 88    |       |
| 19. Februar | Rudolf Hostettler                           | Schweizer Typograf                                                                                 | 61    |       |
| 19. Februar | Jan Volkert Rijpperda Wierdsma              | niederländischer Rechtswissenschaftler                                                             | 77    |       |
| 20. Februar | Jacob Bakema                                | niederländischer Architekt                                                                         | 66    |       |
| 20. Februar | Bernard B. Brown                            | US-amerikanischer Film- und Tontechniker                                                           | 82    |       |
| 20. Februar | Hans Fleischer                              | deutscher Komponist                                                                                | 84    |       |
| 20. Februar | Nicolas de Gunzburg                         | französischer Bankier                                                                              | 76    |       |
| 20. Februar | Germaine Poinso-Chapuis                     | französische Politikerin, Mitglied der Nationalversammlung und Anwältin                            | 79    |       |
| 20. Februar | Marcel Speyer                               | deutscher Fußballspieler                                                                           | 88    |       |
| 20. Februar | Athanasios Toutoungi                        | syrischer Erzbischof                                                                               | 81    |       |
| 21. Februar | Ron Grainer                                 | australischer Komponist                                                                            | 58    |       |
| 21. Februar | Willi Hussong                               | deutscher Kirchenverwaltungsrat und Vorstand der Versicherungsgesellschaft HUK-Coburg              | 77    |       |
| 22. Februar | Hans Arnold                                 | deutscher Politiker (SPD), MdL                                                                     | 76    |       |
| 22. Februar | Curtis Bernhardt                            | amerikanischer Regisseur deutscher Herkunft                                                        | 81    |       |
| 22. Februar | Paul Binus                                  | deutscher Politiker (NSDAP), MdR, MdL                                                              | 79    |       |
| 22. Februar | Helen E. Burbank                            | US-amerikanische Politikerin                                                                       | 82    |       |
| 22. Februar | Guy Butler                                  | britischer Leichtathlet                                                                            | 81    |       |
| 22. Februar | Wolf-Dieter Firnhaber                       | deutscher Politiker (CDU) und Abgeordneter des Hessischen Landtags                                 | 46    |       |
| 22. Februar | Marija Fortus                               | russische bzw. sowjetische Agentin                                                                 | 80    |       |
| 22. Februar | Hans Haffenrichter                          | deutscher Maler und Bildhauer                                                                      | 83    |       |
| 22. Februar | Pierre Korb                                 | französischer Fußballspieler                                                                       | 72    |       |
| 22. Februar | Michael Maltese                             | US-amerikanischer Drehbuchautor und Storyboard-Zeichner                                            | 73    |       |
| 22. Februar | Friedbert Ritter                            | deutscher Chemiker sowie Industrieller                                                             | 81    |       |
| 22. Februar | Walter Simon                                | deutscher Sinologe                                                                                 | 87    |       |
| 22. Februar | Ernestine Thren                             | deutsche Rotkreuzschwester                                                                         | 81    |       |
| 22. Februar | Ilo Wallace                                 | US-amerikanische Politikergattin des US-Vizepräsidenten Henry Agard Wallace                        | 92    |       |
| 23. Februar | Albert Dejonghe                             | belgischer Radrennfahrer                                                                           | 87    |       |
| 23. Februar | Reinhold Diessner                           | österreichischer Politiker (SPÖ), Landtagsabgeordneter                                             | 84    |       |
| 23. Februar | Shep Fields                                 | US-amerikanischer Jazzmusiker und Bigband-Leader                                                   | 70    |       |
| 23. Februar | Robert L. Fish                              | US-amerikanischer Schriftsteller                                                                   | 68    |       |
| 23. Februar | Arend Lang                                  | deutscher Mediziner, Nationalsozialist und Kartograf                                               | 71    |       |
| 23. Februar | Roy Newman                                  | US-amerikanischer Country-Musiker                                                                  | 81    |       |
| 23. Februar | Alberto Vila                                | uruguayischer Tangosänger und Schauspieler                                                         | 77    |       |
| 24. Februar | John Moors Cabot                            | US-amerikanischer Diplomat                                                                         | 79    |       |
| 24. Februar | Louis J. Camuti                             | US-amerikanischer Tierarzt und Autor italienischer Abstammung                                      | ≈88   |       |
| 24. Februar | Ernst Hierl                                 | deutscher Lehrer und Politiker (USPD)                                                              | 100   |       |
| 24. Februar | Fritz Knoll                                 | österreichischer Botaniker                                                                         | 97    |       |
| 24. Februar | Georgi Nadschakow                           | bulgarischer Physiker                                                                              | 84    |       |
| 24. Februar | Rudolf Rost                                 | deutscher Politiker (SED), Leiter des Büros des Ministerrats der DDR                               | 60    |       |
| 24. Februar | Jon Semadeni                                | schweizerischer Schriftsteller rätoromanischer Sprache                                             | 70    |       |
| 25. Februar | Richard Honig                               | deutscher Strafrechtler                                                                            | 91    |       |
| 25. Februar | Martin Löpelmann                            | deutscher Politiker (NSDAP), MdR, MdL                                                              | 89    |       |
| 25. Februar | Matty Malneck                               | US-amerikanischer Musiker, Arrangeur und Komponist                                                 | 76    |       |
| 25. Februar | Mikawa Gun’ichi                             | japanischer Vizeadmiral der kaiserlichen Flotte                                                    | 92    |       |
| 25. Februar | Konrad Müller                               | Schweizer Politiker (CSP)                                                                          | 88    |       |
| 25. Februar | Ulrich Scheuner                             | deutscher Staats- und Staatskirchenrechtler                                                        | 77    |       |
| 25. Februar | İbrahim Hilmi Senil                         | türkischer Richter, Präsident des Verfassungsgerichts der Türkei                                   | 77    |       |
| 25. Februar | Salman Susajew                              | israelischer Politiker, Knessetabgeordneter und Unternehmer                                        | 70    |       |
| 26. Februar | Howard Hanson                               | US-amerikanischer Pianist, Dirigent und Komponist                                                  | 84    |       |
| 26. Februar | Walter Rohland                              | deutscher Metallurg und Unternehmer, Politiker der NSDAP                                           | 82    |       |
| 26. Februar | Tatjana Sais                                | deutsche Kabarettistin, Schauspielerin und Synchronsprecherin                                      | 71    |       |
| 26. Februar | Ferenc Tóth                                 | ungarischer Ringer                                                                                 | 72    |       |
| 27. Februar | Joaquin Domingo                             | spanischer Karambolagespieler und mehrfacher Welt- und Europameister                               | 63    |       |
| 27. Februar | Jacob H. Gilbert                            | US-amerikanischer Jurist und Politiker                                                             | 60    |       |
| 27. Februar | Ike Isaacs                                  | US-amerikanischer Jazzbassist                                                                      | 57    |       |
| 27. Februar | Paul Francis Kerr                           | US-amerikanischer Mineraloge                                                                       | 84    |       |
| 27. Februar | Carl Miville senior                         | Schweizer Jurist und Politiker                                                                     | 89    |       |
| 27. Februar | Hermann Tiemann                             | deutscher Romanist, Bibliothekar und Hochschullehrer                                               | 81    |       |
| 28. Februar | Kurt Binswanger                             | Schweizer Psychiater und Psychoanalytiker                                                          | 93    |       |
| 28. Februar | André Devaux                                | französischer Sprinter                                                                             | 86    |       |
| 28. Februar | Kurt Hackenberg                             | deutscher Kommunalpolitiker                                                                        | 66    |       |
| 28. Februar | Heinrich Henkel                             | deutscher Rechtswissenschaftler                                                                    | 77    |       |
| 28. Februar | Virginia Huston                             | US-amerikanische Schauspielerin                                                                    | 55    |       |
| 28. Februar | Albin Lesky                                 | österreichischer Klassischer Philologe                                                             | 84    |       |
| 28. Februar | Heinrich Maas                               | deutscher Senatsdirektor                                                                           | 72    |       |
| 28. Februar | Carel Polak                                 | niederländischer Politiker (VVD) und Jurist                                                        | 71    |       |
| 28. Februar | Jean Robert                                 | belgischer Saxophonist                                                                             | 72    |       |
| 28. Februar | Talbot Rothwell                             | britischer Autor und Drehbuchautor                                                                 | 64    |       |
| 28. Februar | Anatoli Illarionowitsch Schirschow          | sowjetischer Mathematiker                                                                          | 59    |       |
| 28. Februar | Walter Schmidt                              | deutscher Geistlicher, Stammapostel der Neuapostolischen Kirche                                    | 89    |       |
| 28. Februar | Richard Wassermann                          | deutscher Widerstandskämpfer, Politiker (SPD), Bürgermeister und Kreistagsabgeordneter             | 83    |       |
| 28. Februar | Robert L. Wolfe                             | US-amerikanischer Filmeditor                                                                       | 52    |       |
| Februar     | Charles Klein                               | deutscher Schriftsteller, Drehbuchautor und Regisseur beim deutschen und US-amerikanischen Film    | 83    |       |

## März
| Tag      | Name                                        | Beruf, bekannt als                                                                     | Alter | Beleg |
| -------- | ------------------------------------------- | -------------------------------------------------------------------------------------- | ----- | ----- |
| 1. März  | Roberto Francisco Chiari Remón              | 31. Präsident von Panama                                                               | 75    |       |
| 1. März  | Alice Ehlers                                | US-amerikanische Cembalistin und Musikpädagogin österreichisch-jüdischer Herkunft      | 94    |       |
| 1. März  | Martyn Lloyd-Jones                          | britischer (walisischer) Evangelist                                                    | 81    |       |
| 1. März  | Max Waldman                                 | US-amerikanischer Fotograf                                                             |       |       |
| 2. März  | Ahmad Badawi                                | ägyptischer Verteidigungsminister                                                      | 53    |       |
| 2. März  | Thomas Hamilton-Brown                       | südafrikanischer Boxer                                                                 | 64    |       |
| 2. März  | Fernand Muûls                               | belgischer Diplomat                                                                    | 88    |       |
| 2. März  | George E. Outland                           | US-amerikanischer Politiker                                                            | 74    |       |
| 2. März  | Fridolin Stier                              | deutscher Bibelübersetzer                                                              | 79    |       |
| 3. März  | Oleg Dal                                    | sowjetischer Theater- und Filmschauspieler                                             | 39    |       |
| 3. März  | Rebecca Lancefield                          | US-amerikanische Mikrobiologin                                                         | 86    |       |
| 4. März  | Maria Berns                                 | deutsche Politikerin (SPD), MdL                                                        | 81    |       |
| 4. März  | E. Y. Harburg                               | US-amerikanischer Textdichter                                                          | 84    |       |
| 4. März  | Franz Kapus                                 | Schweizer Bobfahrer                                                                    | 71    |       |
| 4. März  | Walter Leckebusch                           | deutscher Filmregisseur, Filmeditor und Filmproduzent                                  | 78    |       |
| 04. März | Ragnar Magnusson                            | schwedischer Leichtathlet                                                              | 79    |       |
| 4. März  | Giuseppe Perentin                           | italienischer Schwimmer                                                                | 75    |       |
| 4. März  | Karl-Jesko von Puttkamer                    | deutscher Konteradmiral, Marineadjutant bei Hitler                                     | 80    |       |
| 4. März  | Molly Rankin                                | britische Schauspielerin                                                               | 75    |       |
| 4. März  | Peter Sandkamm-Möller                       | norddeutscher Maler                                                                    | 87    |       |
| 4. März  | Torin Thatcher                              | britischer Film- und Theaterschauspieler                                               | 76    |       |
| 5. März  | Brenda de Banzie                            | britische Schauspielerin                                                               | 65    |       |
| 5. März  | Enrico Gras                                 | italienischer Dokumentarfilmer                                                         | 61    |       |
| 5. März  | Paul Hörbiger                               | österreichischer Schauspieler                                                          | 86    |       |
| 5. März  | Frank Maguire                               | britischer Politiker, Abgeordneter im House of Commons, Mitglied der IRA und Sinn Féin | 51    |       |
| 5. März  | Red Saunders                                | US-amerikanischer Jazz-Schlagzeuger, Vibraphonist und Bigband-Leiter                   | 69    |       |
| 5. März  | Karl Springenschmid                         | österreichischer Schriftsteller                                                        | 83    |       |
| 6. März  | Mario de la Cueva                           | mexikanischer Jurist, Philosoph und Hochschulrektor                                    | 79    |       |
| 6. März  | Aldo Galli                                  | italienischer Maler                                                                    | 74    |       |
| 6. März  | Allen Heath                                 | kanadischer Automobilrennfahrer                                                        | 63    |       |
| 6. März  | Erich Thanner                               | österreichischer Journalist und legitimistischer Widerstandskämpfer                    | 68    |       |
| 6. März  | Henryk Zieliński                            | polnischer Historiker und Hochschullehrer                                              | 60    |       |
| 7. März  | Giovanni Bianconi                           | Schweizer Lehrer, Holzschnitzer und Heimatforscher                                     | 89    |       |
| 7. März  | Bosley Crowther                             | US-amerikanischer Filmkritiker und Journalist                                          | 75    |       |
| 7. März  | Wolf-Dietrich Gutsch                        | deutscher Theologe, evangelisch-lutherischer Katechet und Jugendarbeiter               | 49    |       |
| 7. März  | Little Hat Jones                            | US-amerikanischer Bluesmusiker                                                         | 81    |       |
| 7. März  | Idemitsu Sazō                               | japanischer Geschäftsmann                                                              | 95    |       |
| 7. März  | Johannes Pohlschneider                      | deutscher Geistlicher, römisch-katholischer Bischof von Aachen                         | 81    |       |
| 7. März  | Red Pollard                                 | kanadischer Jockey                                                                     | 71    |       |
| 7. März  | Wilhelm Scheuerle                           | deutscher Jurist und Hochschullehrer                                                   | 69    |       |
| 7. März  | Hilde Sperling                              | deutsch-dänische Tennisspielerin                                                       | 72    |       |
| 7. März  | Anton Stocks                                | deutscher Automobilrennfahrer                                                          | 43    |       |
| 8. März  | Nigel Birch, Baron Rhyl                     | britischer Politiker, Mitglied des House of Commons                                    | 74    |       |
| 8. März  | Miguel García Franco                        | mexikanischer Geistlicher, Bischof von Mazatlán                                        | 71    |       |
| 8. März  | Kirill Petrowitsch Kondraschin              | russischer Dirigent                                                                    | 67    |       |
| 8. März  | Hede Massing                                | österreichische Schauspielerin, Kommunistin und sowjetische Spionin in den USA         | 81    |       |
| 8. März  | Martinus Thomsen                            | dänischer Schriftsteller und Mystiker                                                  | 90    |       |
| 8. März  | Joseph Henry Woodger                        | britischer Philosoph der Biologie und Wissenschaftstheoretiker                         | 86    |       |
| 9. März  | Max Delbrück                                | deutsch-US-amerikanischer Genetiker und Biophysiker                                    | 74    |       |
| 9. März  | Marjorie Nicolson                           | US-amerikanische Literatur- und Wissenschaftshistorikerin                              | 87    |       |
| 9. März  | Franz Oppurg                                | österreichischer Bergsteiger                                                           | 32    |       |
| 9. März  | Chris von Wangenheim                        | deutscher Modefotograf                                                                 | 39    |       |
| 10. März | Flavio Calzavara                            | italienischer Filmregisseur und Drehbuchautor                                          | 81    |       |
| 10. März | Georg Erler                                 | deutscher Jurist und Hochschullehrer                                                   | 76    |       |
| 11. März | Bob Cook                                    | US-amerikanischer Radsportler                                                          |       |       |
| 11. März | Walter Eberhardt                            | deutscher Klassischer Philologe                                                        | 85    |       |
| 11. März | Paul Hilbig                                 | deutscher Markscheider, Professor und Rektor an der Technischen Universität Berlin     | 79    |       |
| 11. März | Kazimierz Kordylewski                       | polnischer Astronom                                                                    | 77    |       |
| 11. März | Guy Revell                                  | kanadischer Eiskunstläufer                                                             | 39    |       |
| 11. März | Heinz Winfried Sabais                       | deutscher Schriftsteller, Lyriker und Politiker (SPD)                                  | 58    |       |
| 12. März | Eileen Armstrong                            | britische Wasserspringerin                                                             | 87    |       |
| 12. März | William Barnetson, Baron Barnetson          | britischer Zeitungsverleger und Fernsehmanager                                         | 63    |       |
| 12. März | Franz Bredendick                            | deutscher Ingenieur und Hochschullehrer                                                | 76    |       |
| 12. März | Anton Dörfler                               | deutscher Schriftsteller und Heimatdichter                                             | 90    |       |
| 12. März | Herbert Jansky                              | österreichischer Islamwissenschaftler und Turkologe                                    | 82    |       |
| 12. März | Friedrich Kienzl                            | österreichisch-deutscher politischer Funktionär                                        | 83    |       |
| 12. März | Wilhelm Sebekovsky                          | tschechoslowakisch-deutscher Politiker (SdP), Jurist und Regierungspräsident           | 74    |       |
| 12. März | Leo Winkel                                  | deutscher Konstrukteur                                                                 | 95    |       |
| 13. März | Herbert Gottschalk                          | deutscher Schriftsteller                                                               | 61    |       |
| 13. März | Karl Steinhauer                             | deutscher Politiker (CDU), MdL, MdB                                                    | 78    |       |
| 14. März | Paolo Grassi                                | italienischer Theaterintendant                                                         | 61    |       |
| 14. März | Eleanor Perry                               | US-amerikanische Schriftstellerin und Drehbuchautorin                                  |       |       |
| 14. März | Giancarlo Sala                              | italienischer Automobilrennfahrer                                                      | 54    |       |
| 14. März | Toyoko Takahashi                            | japanische Schauspielerin                                                              | 77    |       |
| 15. März | René Clair                                  | französischer Regisseur                                                                | 82    |       |
| 15. März | Lisa Heiss                                  | deutsche Schriftstellerin                                                              | 84    |       |
| 15. März | Horiguchi Daigaku                           | japanischer Schriftsteller und Übersetzer                                              | 89    |       |
| 15. März | Felix Messerschmid                          | deutscher Lehrer und Bildungspolitiker                                                 | 76    |       |
| 15. März | Werner Schmitz                              | deutscher Literaturwissenschaftler                                                     | 62    |       |
| 15. März | Fritz Stüssi                                | Schweizer Bauingenieur                                                                 | 80    |       |
| 16. März | Theo Intra                                  | deutscher Bahnradsportler                                                              | 51    |       |
| 16. März | Johannes Muschol                            | deutsches Todesopfer der Berliner Mauer                                                | 31    |       |
| 16. März | Theodor Schultes                            | deutscher Ingenieur und Erfinder                                                       | 79    |       |
| 16. März | Walter Vosseler                             | deutscher Kommunist und Spanienkämpfer der Internationalen Brigaden                    | 72    |       |
| 17. März | William Lawrence                            | US-amerikanischer Pianist, Sänger und Musikpädagoge                                    |       |       |
| 17. März | Q. D. Leavis                                | britische Literaturwissenschaftlerin                                                   | 74    |       |
| 17. März | Friedrich Muthmann                          | deutscher Klassischer Archäologe, Kunsthistoriker und Diplomat                         | 79    |       |
| 17. März | Antonio Santin                              | italienischer Geistlicher, Bischof von Triest                                          | 85    |       |
| 17. März | Felix Tauer                                 | tschechischer Orientalist, Historiker und Philologe                                    | 87    |       |
| 17. März | Ferdinand Thürmer                           | deutscher Klavierbauer, Hörfunkintendant und Versicherungskaufmann                     | 81    |       |
| 17. März | Ali Yücel                                   | türkischer Ringer                                                                      |       |       |
| 18. März | Karl Bode                                   | deutschamerikanischer Ökonom                                                           | 68    |       |
| 18. März | Erich Boltze                                | deutscher Diplomat                                                                     | 89    |       |
| 18. März | Eldin Burton                                | US-amerikanischer Komponist und Pianist                                                | 67    |       |
| 18. März | Peter H. Dominick                           | US-amerikanischer Politiker                                                            | 65    |       |
| 18. März | Adolf Rosenberg                             | deutscher Filmproduzent                                                                | 80    |       |
| 18. März | Cahide Sonku                                | türkische Schauspielerin und Regisseurin                                               | 61    |       |
| 19. März | Philippe Baudet                             | französischer Botschafter                                                              | 79    |       |
| 19. März | Heinrich Bertsch                            | deutscher Chemiker                                                                     | 84    |       |
| 19. März | Cla Biert                                   | Schweizer Schriftsteller                                                               | 60    |       |
| 19. März | Max-Josef Ibel                              | deutscher Offizier, zuletzt Brigadegeneral der Luftwaffe                               | 85    |       |
| 19. März | Hans Peter Johannsen                        | deutscher Bibliotheksdirektor, Autor und Vorsitzender des Grenzfriedensbundes          | 72    |       |
| 19. März | Tampa Red                                   | US-amerikanischer Sänger und Gitarrist                                                 | 77    |       |
| 20. März | Väinö Auer                                  | finnischer Geologe und Geograph                                                        | 86    |       |
| 20. März | Gerry Bertier                               | US-amerikanischer High-School-Footballspieler                                          | 27    |       |
| 20. März | Michael Donald                              | US-amerikanisches Mordopfer des Ku-Klux-Klan                                           | 19    |       |
| 20. März | Henry Imus                                  | US-amerikanischer Filmtechniker, Kameramann, Erfinder und Filmschaffender              | 72    |       |
| 20. März | Irving Jaffee                               | US-amerikanischer Eisschnellläufer                                                     | 74    |       |
| 20. März | Michail Alexandrowitsch Leontowitsch        | russischer Physiker                                                                    | 78    |       |
| 20. März | Theobald Lieb                               | deutscher Offizier, zuletzt Generalleutnant im Zweiten Weltkrieg                       | 91    |       |
| 20. März | Edith Schultze-Westrum                      | deutsche Schauspielerin                                                                | 76    |       |
| 20. März | Sonny Red                                   | US-amerikanischer Altsaxophonist des Hardbop                                           | 48    |       |
| 21. März | Albert C. Baugh                             | amerikanischer Sprachwissenschaftler und Mediävist                                     | 90    |       |
| 21. März | Roger Blaizot                               | französischer Heeresoffizier                                                           | 89    |       |
| 21. März | Walter Richard Gerlich                      | deutscher Pädagoge und Politiker (CDU), MdB                                            | 72    |       |
| 21. März | King Pleasure                               | US-amerikanischer Jazzsänger                                                           | 58    |       |
| 21. März | Sam Salz                                    | amerikanischer Kunsthändler, Kunstsammler und Mäzen                                    | 87    |       |
| 21. März | Heinrich Webler                             | deutscher Jurist                                                                       | 83    |       |
| 22. März | James F. Elliott                            | US-amerikanischer Leichtathletiktrainer                                                | 65    |       |
| 22. März | Kurt Fried                                  | deutscher Publizist, Herausgeber und Kunstmäzen                                        | 74    |       |
| 22. März | Constantino Gómez Villa                     | spanischer römisch-katholischer Ordensgeistlicher                                      | 89    |       |
| 22. März | Ernst Laws                                  | katholischer Geistlicher, Sachbuchautor und Herausgeber                                | 77    |       |
| 22. März | John Sidney McCain junior                   | US-amerikanischer Admiral                                                              | 70    |       |
| 22. März | O. John Rogge                               | amerikanischer Jurist und Pazifist                                                     | 77    |       |
| 23. März | Claude Auchinleck                           | britischer Feldmarschall während des Zweiten Weltkriegs                                | 96    |       |
| 23. März | Mike Hailwood                               | britischer Motorradrennfahrer                                                          | 40    |       |
| 23. März | Hirata Gōyō                                 | japanischer Puppenmacher                                                               | 77    |       |
| 23. März | Stefan Mayer                                | polnischer Nachrichtendienstler                                                        | 85    |       |
| 23. März | Herbert Scheele                             | englischer Badmintonfunktionär, -spieler und -autor                                    |       |       |
| 23. März | Hans-Heinrich Scheffer                      | deutscher Politiker (DRP), MdL                                                         | 77    |       |
| 23. März | Beatrice Tinsley                            | neuseeländische Astronomin und Kosmologin                                              | 40    |       |
| 24. März | Walther Bringolf                            | Schweizer Politiker (SP)                                                               | 85    |       |
| 24. März | Horace James Donnelly                       | US-amerikanischer Anwalt                                                               | 101   |       |
| 24. März | Mark Semjonowitsch Donskoi                  | russischer Filmregisseur und Drehbuchautor                                             | 80    |       |
| 24. März | Nathaniel L. Goldstein                      | US-amerikanischer Jurist und Politiker                                                 | 84    |       |
| 24. März | Rudolf Hotzel                               | deutscher SS-Mann                                                                      | 71    |       |
| 24. März | Rolf Müller                                 | deutscher Astronom                                                                     | 83    |       |
| 24. März | Charlotte E. Pauly                          | deutsche Malerin                                                                       | 94    |       |
| 24. März | Hans Sterneder                              | österreichischer Schriftsteller                                                        | 92    |       |
| 25. März | Virgilio Bellone                            | italienischer Ordenspriester und Musiker                                               | 73    |       |
| 25. März | Paul Binder                                 | deutscher Politiker (CDU), MdL                                                         | 78    |       |
| 25. März | Heinrich Brändli                            | Schweizer Politiker (BGB)                                                              | 80    |       |
| 25. März | Cläre Jung                                  | deutsche Schriftstellerin und Journalistin                                             | 89    |       |
| 25. März | Edward Lasker                               | US-amerikanischer Schach- und Go-Spieler                                               | 95    |       |
| 25. März | Franz Stadtmüller                           | deutscher Anatom und Studentenhistoriker; Hochschullehrer in Göttingen und Köln        | 92    |       |
| 25. März | Therese Walther-Visino                      | deutsche Musikpädagogin und Naive Malerin                                              | 82    |       |
| 25. März | Wolfgang Züchner                            | deutscher Archäologe                                                                   | 75    |       |
| 26. März | Walter Bernstein                            | deutscher Maler                                                                        | 79    |       |
| 26. März | Cyril Dean Darlington                       | englischer Botaniker und Genetiker                                                     | 77    |       |
| 26. März | Anna Fehrle                                 | deutsche Bildhauerin, Krippenkünstlerin und Kunsthandwerkerin                          | 88    |       |
| 26. März | Frank Fiddes                                | kanadischer Ruderer                                                                    | 74    |       |
| 26. März | Friedrich Högner                            | deutscher Organist und Kirchenmusiker                                                  | 83    |       |
| 26. März | Hilde Kurz                                  | österreichisch-britische Kunsthistorikerin                                             | 71    |       |
| 26. März | Heinrich Müller-Miny                        | deutscher Geograph                                                                     | 81    |       |
| 26. März | Elisabeth Reinke                            | deutsche Schriftstellerin und Lokalpolitikerin                                         | 98    |       |
| 26. März | Philipp Wildt                               | deutscher Politiker (NSDAP, parteilos)                                                 | 78    |       |
| 27. März | Jakob Ackeret                               | Schweizer Aerodynamiker                                                                | 83    |       |
| 27. März | Margarete Berger-Heise                      | deutsche Politikerin (SPD), MdA, MdB                                                   | 70    |       |
| 27. März | Clemens von Boeselager                      | deutscher Politiker (CDU), MdL, Mitbegründer der CDU in Nordrhein-Westfalen            | 73    |       |
| 27. März | Preben Kaas                                 | dänischer Schauspieler, Komiker und Drehbuchautor                                      | 50    |       |
| 27. März | Altman Kellner                              | österreichischer Benediktiner, Musikhistoriker und Regens chori                        | 78    |       |
| 27. März | Jüri Kukk                                   | estnischer Chemiker und sowjetischer Dissident                                         | 40    |       |
| 27. März | Mao Dun                                     | chinesischer Schriftsteller, Literaturkritiker und Journalist                          | 84    |       |
| 27. März | Siegfried Tapfer                            | österreichischer Gynäkologe                                                            | 80    |       |
| 28. März | Tadeusz Czeżowski                           | polnischer Philosoph                                                                   | 91    |       |
| 28. März | Hermann Hämmerle                            | österreichischer Richter und Hochschullehrer                                           | 83    |       |
| 28. März | Michail Iossifowitsch Nossyrew              | russischer Komponist                                                                   | 56    |       |
| 28. März | Paul Rummo                                  | estnischer Schriftsteller                                                              | 71    |       |
| 28. März | Artur Schlesinger                           | deutscher Politiker (LDPD), MdV                                                        | 90    |       |
| 28. März | Mykola Smaha                                | sowjetischer Leichtathlet                                                              | 42    |       |
| 28. März | Nikolai Wladimirowitsch Timofejew-Ressowski | russischer Genetiker                                                                   | 80    |       |
| 28. März | Günther Treptow                             | deutscher Opernsänger (Tenor)                                                          | 73    |       |
| 28. März | Juri Walentinowitsch Trifonow               | sowjetischer Schriftsteller                                                            | 55    |       |
| 29. März | Gerd Biewer                                 | deutscher Schauspieler und Synchronsprecher                                            | 55    |       |
| 29. März | Gerda von Freymann-Knispel                  | deutsche Malerin                                                                       | 75    |       |
| 29. März | Gunnar Gabrielsson                          | schwedischer Sportschütze                                                              | 89    |       |
| 29. März | Helmut Hönl                                 | deutscher theoretischer Physiker                                                       | 78    |       |
| 29. März | David Prophet                               | britischer Rennfahrer                                                                  | 43    |       |
| 29. März | Ernst Schönzeler                            | deutscher Kunsthistoriker und Künstler                                                 | 57    |       |
| 29. März | Eric Eustace Williams                       | Politiker von Trinidad und Tobago                                                      | 69    |       |
| 30. März | Reto Babst                                  | Schweizer Schauspieler und Theaterregisseur                                            | 44    |       |
| 30. März | Dick Katz                                   | britischer Jazzpianist                                                                 | 64    |       |
| 30. März | Louis Kuehn                                 | US-amerikanischer Wasserspringer                                                       | 79    |       |
| 30. März | Bohuslav Laštovička                         | tschechoslowakischer Politiker                                                         | 75    |       |
| 30. März | Douglas Lowe                                | britischer Leichtathlet                                                                | 78    |       |
| 30. März | Ernst Rudigier                              | deutscher Politiker (FDP)                                                              | 58    |       |
| 30. März | Edith Wilson                                | US-amerikanische Jazzsängerin und Schauspielerin                                       | 84    |       |
| 30. März | Muz Zeier                                   | Schweizer Maler, Zeichner, Bildhauer und Jazzposaunist                                 | 51    |       |
| 31. März | Enid Bagnold                                | britische Schriftstellerin und Dramatikerin                                            | 91    |       |
| 31. März | Imre Gellért                                | ungarischer Turner                                                                     | 92    |       |
| 31. März | Stanislav Landa                             | slowakischer Chemiker                                                                  | 82    |       |
| 31. März | Carmen Mastren                              | US-amerikanischer Jazzmusiker (Gitarre, auch Banjo und Violine) und Arrangeur          | 67    |       |
| 31. März | Karl Schabrod                               | deutscher Politiker (SPD, KPD, DKP), MdL                                               | 80    |       |
| 31. März | August Thiele                               | deutscher Marineoffizier, zuletzt Vizeadmiral im Zweiten Weltkrieg                     | 87    |       |
| 31. März | Frank Tieri                                 | US-amerikanischer Mobster                                                              | 77    |       |
| März     | Matilda Moldenhauer Brooks                  | US-amerikanische Biologin                                                              | 92    |       |
| März     | Jerry Goyen                                 | US-amerikanischer Skispringer                                                          | 39    |       |
| März     | Jo Maka                                     | guineischer Jazzmusiker                                                                | 51    |       |
| März     | Joe Yukl                                    | US-amerikanischer Jazz-Posaunist                                                       |       |       |